# Parkway-South Sacramento
Parkway-South Sacramento war ein Census-designated place (CDP) im Sacramento County im US-Bundesstaat Kalifornien, Vereinigte Staaten. 
Im Vorfeld der Volkszählung 2010 wurde der Ort in die drei neuen CDPs Fruitridge Pocket, Lemon Hill und Parkway aufgeteilt.